# Clue of the Silver Key
Clue of the Silver Key (übersetzt „Geheimnis des silbernen Schlüssels“) ist ein britischer Kriminalfilm von Gerard Glaister aus dem Jahr 1961. Produziert wurde er von der Filmgesellschaft Merton Park Studios. Das Drehbuch stammt von Philip Mackie und baut auf dem gleichnamigen Roman von Edgar Wallace (dt. „Der silberne Schlüssel“) auf. Der Film war einer der ersten Teile der Edgar Wallace Mysteries, einer Serie von 47 Edgar-Wallace-Verfilmungen der Merton Park Studios zwischen 1960 und 1965; in Deutschland wurde er nie gezeigt.

## Handlung
Bei der Untersuchung des Mordes an einem verhassten Geldverleiher stößt Superintendent Meredith auf weitere Verbrechen, in die der Butler des Toten und dessen Nichte verwickelt sind. Am Tatort wird ein silberner Schlüssel gefunden, durch den Meredith einen Hinweis auf den Mörder erhält. Er kommt so einem weltweit gesuchten Verbrecher auf die Spur, der auch für diese Morde verantwortlich ist.

## Kritiken
Joachim Kramp und Jürgen Wehnert zitieren in ihrem Das Edgar Wallace Lexikon von 2004 eine Kritik des Monthly Film Bulletin von 1961 zum Film, in der dieser als „ein korrektes Schauspiel“ bezeichnet wurde. Demnach sei der Film „eine geradlinige Whodunit-Konzeption des Drehbuchs“, mit einem Hauch von Humor und einer korrekten Besetzung. Gelobt wird vor allem die Leistung von Bernard Lee als Superintendent Meredith, die aus dem Film „einen der besseren Edgar-Wallace-Thriller“ machen.

## Belege
1. ↑  
„Clue of the Silver Key, The (Film).“ In: Joachim Kramp, Jürgen Wehnert: Das Edgar Wallace Lexikon. Leben, Werk, Filme. Es ist unmöglich, von Edgar Wallace nicht gefesselt zu sein! Verlag Schwarzkopf & Schwarzkopf, Berlin 2004; S. 89–90. ISBN 3-89602-508-2.
2. ↑  
Kritik vom Monthly Film Bulletin vom Oktober 1961, zitiert nach „Clue of the Silver Key, The (Film).“ In: Joachim Kramp, Jürgen Wehnert: Das Edgar Wallace Lexikon. Leben, Werk, Filme. Es ist unmöglich, von Edgar Wallace nicht gefesselt zu sein! Verlag Schwarzkopf & Schwarzkopf, Berlin 2004; S. 89–90. ISBN 3-89602-508-2.